# 권금성
권금성(權金城)은 강원특별자치도 속초시의 서쪽 설악산국립공원 내의 외설악에 위치한 석성이다.

## 개요
전설에 따르면 권씨와 김씨 두 장사가 난을 당하자 가족들을 산으로 피신시키고, 적들과 싸우기 위해 하룻밤 만에 성을 쌓았다고 한다. 고려 고종 41년(1254년) 몽고의 침입때는 백성들의 피난처로 사용되기도 했다고 전해진다. 해발 850m의 정상인 봉화대를 중심으로 길이 2.1km의 산성이 펼쳐져 있으며, 정상에서는 백두대간의 장쾌한 능선과 동해바다 속초시의 경관을 만끽할 수 있다.